# Lucas Pires
Lucas Pires Silva (São Paulo, 24 de marzo de 2001) es un futbolista brasileño que juega como defensa en el Burnley F. C. de la Premier League.

## Trayectoria
Nacido en São Paulo, comenzó a jugar en fútbol sala a los seis años de edad antes de fichar por uno de los clubes de su ciudad natal, el S. C. Corinthians. El 17 de julio de 2017 firmó su primer contrato profesional con el Corinthians, aunque no llegó a disputar ningún partido con el primer equipo.
El 20 de julio de 2021 firma un contrato de tres años con el Santos F. C., uniéndose inicialmente al equipo reserva del club. Jugó su primer partido profesional en un partido del Campeonato Paulista contra su antiguo club, el S. C. Corinthians, el 3 de febrero de 2022 y disputó su primer partido en la Serie A brasileña el 9 de abril de 2022, en la jornada inaugural de la temporada 2022 ante el Fluminense F. C.[cita requerida]
El 25 de julio de 2023 se oficializó su incorporación como cedido al Cádiz C. F. hasta final de temporada. Debutó el 14 de agosto al entrar como suplente en la segunda mitad de una victoria por 1-0 frente al Deportivo Alavés en la Primera División. Su primer gol llegó el 1 de octubre ante el Atlético de Madrid coincidiendo con su primer encuentro como titular.
El conjunto gaditano no hizo efectiva la opción de compra y en julio de 2024 fichó por el Burnley F. C.

## Clubes
Actualizado al último partido disputado el 3 de mayo de 2025.
| Club                 | País       | Año       | Partidos | Goles |
| -------------------- | ---------- | --------- | -------- | ----- |
| Santos F. C.         | Brasil     | 2022-2024 | 69       | 0     |
| Cádiz C. F. (cedido) | España     | 2023-2024 | 30       | 1     |
| Burnley F. C.        | Inglaterra | 2024-     | 38       | 0     |